# 구석의 노인
구석의 노인(The Old Man in the Corner)은 에마 오르치 남작부인이 쓴 연작 단편소설들에 등장하는 이름을 알 수 없는 안락의자 탐정이다. 이 노인은 런던의 상류층 찻집 구석자리에 앉아서 한 여기자와 대화를 나누면서 범죄의 진실을 분석한다. 안락의자 탐정 유형의 선구적 존재로서 셜록 홈즈에게도 큰 영향을 미쳤다.
노인은 1901년 《로열 매거진》에 투고된 여섯 편의 단편들에서 처음 등장한다. 다음 해에 일곱 편의 단편이 더 발표되었다. 이야기들의 구조는 역시 이름을 알 수 없는 한 상류층 출신 여기자가 ABC 찻집 구석탱이 자리에서 합석한 노인과 나눈 이야기를 기사로 쓴 것이라는 설정이다. 단행본화되면서 13편 중 12편이 3인칭 관점으로 다시 쓰였고, 여기자에게는 폴리 버튼(Polly Burton)이라는 이름이 주어졌다.
노인은 화제가 되는 신문 기사들만 보고 그 사건의 진실은 사실 이런 것이노라 기자에게 이야기한다. 드물게 법정에 가서 피고인에 대한 심리를 지켜보기도 하지만 그 이상의 "수사"랄 활동은 전혀 하지 않는다. 때문에 노인의 말이 정말 진실인지 아닌지 정확한 여부는 알 수 없다. 기자에게 이야기를 해주면서 실을 묶었다 풀었다 하며 매듭을 만드는 버릇이 있다. 대개 노인이 이야기하는 사건의 진상은 전형적인 에드워드 시대 범죄소설의 그것으로서 불행한 결혼이나 재산 분배 문제가 범행 동기가 된다.